# MS Regatta
Le MS Regatta est un navire de croisière de classe R appartenant  depuis 2002 à l'opérateur Oceania Cruises. Il est construit aux Chantiers de l'Atlantique de Saint-Nazaire (Alstom Marine).

## Histoire
Il a été construit pour la société Renaissance Cruises sous le nom de R-Two en 2000. Après la faillite de cet opérateur, il est racheté en 2001 par un opérateur allemand  Cruiseinvest.

En 2002, il est acquis par Oceania Cruises sous le nom d’Insignia. En 2003 il est rebaptisé MS Regatta.

## Design
La conception de la classe R étant d'être des navires de croisière de luxe, l'aménagement intérieur est de style art déco semblable à celui des paquebots des années 1920 et 1930, avec du bois foncé brillant et des couleurs chaudes. Le navire a gardé la plupart des décorations intérieures de sa construction pour Renaissance Cruises. Seul le pont 9 a été entièrement rénové, et des aménagements ont été faits dans les cabines et les restaurants.